# Tricentrogyna flexilinea
Tricentrogyna flexilinea är en fjärilsart som beskrevs av Louis Beethoven Prout 1934. Tricentrogyna flexilinea ingår i släktet Tricentrogyna och familjen mätare. Inga underarter finns listade i Catalogue of Life.